# Komunikat prasowy

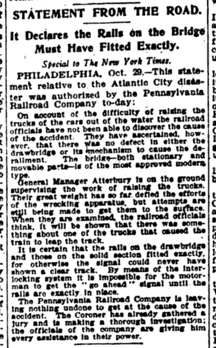
Pierwsza notatka prasowa, z 1906 roku

Komunikat prasowy lub informacja dla mediów – komunikat skierowany do poszczególnych członków środków przekazu w celu ogłoszenia informacji, która ma wartość medialną. Zazwyczaj są one wysyłane drogą pocztową, faxem lub e-mailem do edytora a następnie do gazety, magazynu, stacji radiowej lub stacji telewizyjnej. Komercyjne komunikaty prasowe służą do rozprowadzenia najświeższych wiadomości. 
Komunikat prasowy różni się od artykułów prasowych. Artykuł prasowy jest zbiorem faktów zebranych przez dziennikarzy opublikowany w środkach przekazu, natomiast komunikat prasowy został stworzony w celu zachęcenia dziennikarzy do napisania artykułu o określonym temacie. Fenomen polega na tym, że komunikat prasowy jest jawnie stronniczy i wypełniony informacjami nad którymi pracował sam autor. Komunikat prasowy jest napisany w celu naświetlenia ważnych wydarzeń, programów lub kawałka informacji przez organizacje, która zwięźle opisuje kto, co, gdzie, kiedy, dlaczego i jak (5W + H) jest częścią opisywanej historii.

## Elementy
Powszechnie wiadomo o wielu rodzajach komunikatu prasowego. Niemniej jednak wszystkie one mają podobną strukturę. Elementy, które stanowią strukturę komunikatu prasowego to:
- nagłówek – służy do zwrócenia uwagi dziennikarza i ogólnie sumuje wiadomość komunikatu;
- data (w nagłówku komunikatu) – zawiera miejsce i datę, w którym ma się odbyć wymienione wydarzenie;
- wstęp – pierwszy paragraf komunikatu prasowego podaje odpowiedzi na pytania: Kto, Co, Kiedy, Gdzie, Dlaczego i Jak;
- rozwinięcie – dalsze wyjaśnienia, statystyki, pochodzenie lub inne informacje związane z komunikatem;
- boilerplate – generalne informacje dotyczące spraw, pochodzenia lub wydarzeń firmy, organizacji lub osoby indywidualnej wystosowującej komunikat prasowy;
- zakończenie – w północnej Ameryce, tradycyjnie stosuje się znak "-30-", który pojawia się zaraz po boilerplate lub rozwinięciu ale przed danymi kontaktowymi wskazując dziennikarzom na koniec komunikatu. Współcześnie jednak częściej możemy znaleźć symbol przedstawiający trzy krzyżyki "###". W innych krajach, stosuje się słowo „end” lub po prostu „koniec”;
- dane kontaktowe – imię i nazwisko, numer telefonu, e-mail adres lub inny rodzaj kontaktu dla PR lub innej osoby ze środowiska mediów.